# Marco Macina
Marco Macina (né le 30 septembre 1964 à Saint-Marin) est un footballeur saint-marinais.

## Biographie
Attaquant international, Marco Macina est, avec Massimo Bonini l'ancienne star de la Juventus, l'un des deux seuls joueurs internationaux saint-marinais à avoir joué en Serie A italienne. Grand espoir du football, il dut mettre fin à sa carrière professionnelle à moins de 23 ans pour raison médicale.

## Carrière
- 1981-83 : Bologne FC  Italie 24 matchs, 3 buts
- 1983-84 : US Arezzo  Italie 11 matchs, 1 but
- 1984-85 : Parme AC  Italie 26 matchs, 3 buts
- 1985-86 : Milan AC  Italie 5 matchs
- 1986-87 : AC Reggiana  Italie 23 matchs, 4 buts
- 1987-88 : Ancône Calcio  Italie 5 matchs

## Palmarès
- International A (2 sélections en 1990)
- Il a aussi été sélectionné en équipe d'Italie des moins de 16 ans.